# 罗琦 (歌手)
羅琦（1975年6月6日—），江西南昌人，中国摇滚乐队指南针乐队主唱。她是中国大陆女性摇滚乐的先驱者之一，以高吭音色著称，出道于1991年。代表作品《回来》《随心所欲》等。

## 生平
1994年在友人聚会上被人用啤酒瓶伤及左眼，从此左眼失明。后随着事业的成功，罗琦在22歲开始吸食海洛因，并且于1997年7月在南京毒瘾发作，要求出租车司机带自己购买海洛因，从而东窗事发，成为中国娱乐圈最早公开吸毒者身份的艺人之一。后赴德国戒毒，并成功戒除毒瘾，也在當時跟楊姓德國先生閃婚。之后罗琦重返中国娱乐圈，其嗓音保留了早期的特质，因参加2014年湖南卫视我是歌手第二季重新回到舞台，也透露比賽當時孕有一子，但也因為懷胎近7個月，決定在第3輪比賽後退出比賽。
德国当地时间2014年4月17日下午，羅琦誕下了兒子。
2019年以前辈歌手身为参与东方卫视《中国梦之声我们的歌第一季》

## 外部連結
- 罗琦的新浪微博